# Antelmo
Antelmo  è un nome proprio di persona italiano maschile.

## Varianti
- Femminili: Antelma[1]

### Varianti in altre lingue
- Catalano: Antelm[3]
- Francese: Anthelme[2]
- Germanico: Anthelm[2]
- Portoghese: Antelmo[2]
- Spagnolo: Antelmo[2][3]

## Origine e diffusione
Deriva dal nome germanico Anthelm, composto dalle radici and ("zelo", "ira", "furore") e helm ("elmo", "protezione"); alcune fonti riconducono invece il primo elemento ad ans ("dio", il che lo renderebbe una variante di Anselmo) o a land ("terra", "patria", con la successiva caduta della "L" percepita come un articolo).
In italiano il nome gode di scarsissima diffusione.

## Onomastico
L'onomastico viene festeggiato il 26 giugno in onore di sant'Antelmo di Chignin, monaco e vescovo di Belley.

## Persone

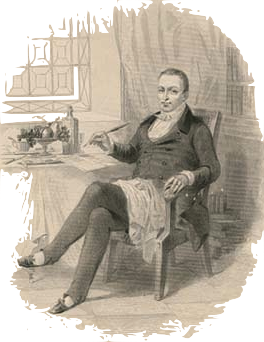
Anthelme Brillat-Savarin

- Antelmo di Chignin, monaco e vescovo di Belley
- Antelmo Severini, orientista italiano

### Variante Anthelme
- Anthelme Brillat-Savarin, politico e gastronomo francese